# Занджира (подокруг)
Занджира (бенг. জাঁজিরা, англ. Zanjira) — подокруг в центральной части Бангладеш. Входит в состав округа Шариатпур. Образован в 1973 году. Административный центр — город Занджира. Площадь подокруга — 239,53 км². По данным переписи 1991 года численность населения подокруга составляла 157 316 человек. Плотность населения равнялась 657 чел. на 1 км². Уровень грамотности населения составлял 18,02 %. Религиозный состав: мусульмане — 98,9 %, индуисты — 0,98 %, прочие — 0,12 %.